# Chlaenius spoliatus
Chlaenius spoliatus ist ein Käfer aus der Familie der Laufkäfer, und der Unterfamilie der Chlaeniinae. Die Art wird der Untergattung Chlaenites zugeordnet.
Der Gattungsname Chlaenius ist von altgr. χλαῖνα chlāīna „Mantel“ abgeleitet und nimmt auf die seidige Behaarung Bezug, die die meisten Arten der Gattung besitzen, nicht aber die hier beschriebene Art. Der Artname spoliatus (lat. spoliatus, a, um „beraubt, ärmlich“) weist darauf hin, dass bei dieser Art die Behaarung sehr spärlich ist.
Von den 16 europäischen Arten der Gattung Chlaenius ähneln  Chlaenius festivus und Chlaenius velutinus sehr stark der Gattung Chlaenius spoliatus.

## Merkmale des Käfers
Der Käfer wird vierzehn bis achtzehn Millimeter groß. Die Oberseite ist metallisch grün, die Flügeldecken haben einen auffallenden blassgelben Seitenrand. 
Die Mundwerkzeuge zeigen nach vorn, die Endglieder der Kiefer- und Lippentaster sind breit abgestutzt verrundet. Das vorletzte Glied der Lippentaster hat keine Borsten. Dieses Merkmal unterscheidet die Art von allen anderen europäischen Arten der Gattung Chlaenius. Über den gewölbten Augen sitzt nur ein Porenpunkt mit langer Borste (Supraorbitalseta). Die elfgliedrigen gelben Fühler sind fadenförmig und erst ab dem vierten Glied dichter behaart (pubeszent). 
Der seitlich gerandete, herzförmige Halsschild ist vollständig grün. Er besitzt eine Längsrinne, ist quer gerunzelt und dazwischen nur fein punktiert.
Die grünen Flügeldecken erscheinen kahl, nur am Rand ist die spärliche Behaarung erkennbar. Der Außenrand ist mit einem hellgelben breiten Streifen versehen. Dieser ist nach vorn um die kräftig ausgebildeten Schultern nur wenig verschmälert (bei Chlaenius festivus stärker), hinten ist er einmal wenig, nicht mehrmals stufenähnlich verbreitert. Auch die Flügeldeckennaht kann gelblich aufgehellt sein. Die Flügeldecken sind durch Punktreihen gestreift, auf die kurze Reihe neben dem Schildchen (Scutellarstreif) folgen acht bis neun weitere Punktreihen. Die Intervalle zwischen den Punktreihen sind alle gleich stark gewölbt und ohne deutliche Punktierung, nur schuppig genetzt und spärlich gerunzelt. Der Seitenrand der Flügeldecken ist bis etwa zur Flügeldeckenverengung untergeschlagen.
Die Beine sind gelb und für Laufkäfer dieser Größe etwas schwach ausgebildet. Die Tarsen sind fünfgliedrig. Bei den Männchen sind die hinteren drei Tarsenglieder an den Vorderbeinen viereckig erweitert.

## Biologie
Der Käfer ist an sumpfigen oder sandigen Ufern zu finden und meidet auch Salzwasser nicht (halotolerant). Er tritt meist gesellig auf und die Individuen treten dadurch in Nahrungskonkurrenz. Bei den Larven kann die Dichte bis zu dreißig Larven pro Quadratmeter betragen. Die Larven suchen aktiv auf der Bodenoberfläche nach Beute. Sie haben lange Hinterleibsanhänge (Cerci) und werden im letzten Larvenstadium 16 bis 16,5 Millimeter lang (ohne Cerci), die Cerci 9,5 bis 10 Millimeter. Im Versuch wurden im Unterschied zu anderen Laufkäferarten trotz der hohen Dichte keine kannibalistischen Tendenzen oder auch nur Aggressionen festgestellt, eventuell werden solche durch häufige Kontaktaufnahme mittels der Cerci unterdrückt.

## Verbreitung
Der Käfer kommt innerhalb Europas hauptsächlich in Südeuropa und im südlichen Zentraleuropa vor. In Mitteleuropa wird er aus der Tschechoslowakei, Ungarn und Österreich (Neusiedler See, Burgenland, Niederösterreich und neuerdings Steiermark) gemeldet. Aus Deutschland liegen nach über hundert Jahren wieder Neufunde vor. Insgesamt wird der Käfer in Mitteleuropa als selten bis extrem selten eingestuft. Außerhalb Europas findet man den Käfer noch in Nordafrika und Teilen Asiens.